# Баристер
Баристер (енгл. Barrister) је једна од две основне врсте адвоката у Уједињеном Краљевству. Они су по правилу једини овлашћени да заступају странке пред такозваним вишим судовима (енгл. Crown Court, High Court). Странке (клијенти) са њима могу ступити у контакт само преко солиситора (енгл. Solicitor). У Лондону, баристери су смјештени у такозваним судским крчмама (енгл. Inns of Courts) још од 14. вијека.
Да би неко постао баристер мора да „вечера одређени број пута у својој крчми“, тј. кандидат за баристера мора прво обавити двогодишњу обуку у „крчми“ којој се придружио (еквивалент стручној правној пракси у континенталним системима), која се окончава полагањем стручног испита (енгл. Bar exams). Након тога млади баристер мора обавити једногодишњи стаж (енгл. Pupillage). Баристер је дужан да преузме сваки случај који му је понуђен уколико спада у уобичајену сферу његове праксе (енгл. Cab-rank rule). Он нема право на накнаду трошкова за обављене услуге, већ само на хонорар, који није овлашћен да тражи од странке (клијента).